# Аврил
Аврил (фр. Avril) насеље је и општина у североисточној Француској у региону Лорена, у департману Мерт и Мозел која припада префектури Брије.
По подацима из 2011. године у општини је живело 1.004 становника, а густина насељености је износила 50,15 становника/km². Општина се простире на површини од 20,02 km². Налази се на средњој надморској висини од 302 метара (максималној 332 m, а минималној 200 m).

## Демографија
| 1962. | 1968. | 1975. | 1982. | 1990. | 1999. | 2011. |
| ----- | ----- | ----- | ----- | ----- | ----- | ----- |
| 488   | 515   | 535   | 508   | 506   | 579   | 1.004 |

График промене броја становника у току последњих година